# Dreileben (Filmtrilogie)
Dreileben ist der Name einer Trilogie von lose miteinander verknüpften Fernsehfilmen der drei Regisseure Christian Petzold, Dominik Graf und Christoph Hochhäusler. Die drei im Auftrag der ARD produzierten Filme wurden im Rahmen der Special Screenings im Forum der 61. Berlinale am 16. Februar 2011 uraufgeführt und erstmals am 29. August 2011 hintereinander im Ersten ausgestrahlt.

## Konzept
Ausgehend von einem gegenseitigen Mailverkehr der Regisseure Petzold, Graf und Hochhäusler zum Thema „Berliner Schule“ im Sommer 2006 entstand zwei Jahre später die Idee, die theoretische Diskussion mit einem gemeinsamen Filmprojekt fortzuführen. Dabei sollten drei Filme durch Orte, Figuren, dieselbe Zeit und dieselben Ereignisse verbunden werden, ansonsten aber frei von den jeweils anderen Filmen sein und von jeweils einem Regisseur gestaltet werden.
Man einigte sich auf einen konkreten Rahmen: ein Sommer, ein Ort, ein Kriminalfall einmal als Vorder-, zweimal als Hintergrund.

## Handlung
Um sich von seiner verstorbenen Pflegemutter verabschieden zu können, wird der verurteilte Sexualstraftäter Molesch in ein Waldkrankenhaus in Thüringen gebracht. Wegen einer Unachtsamkeit des Zivildienstleistenden Johannes gelingt dem Straftäter die Flucht aus der Klinik. Moleschs Flucht und die Suche nach ihm in den Wäldern des Ortes Dreileben, eines fiktiven Städtchens nahe Suhl, wird in allen drei Filmen erzählt. Die Filme beschreiben diese Rahmenhandlung jedoch aus verschiedenen Perspektiven.

### Dreileben – Etwas Besseres als den Tod
Der Film erzählt von der Liebesgeschichte zwischen dem Zivildienstleistenden Johannes und dem bosnischen Zimmermädchen Ana. Als Johannes auf einer Party des Klinik-Chefarztes Dr. Dreier mit dessen Tochter Sarah tanzt, lässt die eifersüchtige Ana die Liebesidylle platzen. Johannes entscheidet sich nun für ein Studium in Berlin zusammen mit Sarah. Während Johannes und Sarah auf der Fahrt nach Berlin sind, begegnet Ana dem geflohenen Molesch.

### Dreileben – Komm mir nicht nach
Die Polizeipsychologin Jo soll zur Ergreifung des Sexualstraftäters Molesch beitragen. Da das Hotel ausgebucht ist, wohnt sie bei ihrer alten Studienfreundin Vera und deren Mann Bruno. Es stellt sich heraus, dass Vera und Jo früher in denselben Mann verliebt waren. Das Nachdenken der beiden Frauen wird unterbrochen, als Molesch plötzlich im Garten auftaucht.

### Dreileben – Eine Minute Dunkel
Der einzige wirkliche Kriminalfilm ist der dritte Film. Er dokumentiert die Flucht Moleschs, der sich im dichten Wald verschanzt und im Unterholz auf der Suche nach Essbarem ist, sowie die Ermittlungen des beurlaubten Kriminalisten Marcus Kreil.
Moleschs Verurteilung für den Mord an einer jungen Frau in Dreileben erfolgte in einem Indizienprozess. Da das ihn belastende Überwachungsvideo zum Zeitpunkt der Tat „eine Minute Dunkel“ zeigt, so dass seine Tat nicht bewiesen ist, glaubt Kreil nicht daran, dass Molesch der Mörder ist. Im Verlauf der Handlung findet er schließlich den wirklichen Täter.
Für Molesch wird die Flucht inzwischen zu einer Reise in die eigene Vergangenheit. Er findet heraus, dass seine aus der DDR geflüchtete Mutter ihn zur Adoption freigeben musste. Nachdem Molesch durch das Verbrennen der Dokumente über seine Vergangenheit das Haus seiner verstorbenen Pflegemutter angezündet hat, flüchtet er mit einem Küchenmesser. Der Film endet damit, dass der mit dem Messer bewaffnete Molesch dem Zimmermädchen Ana gegenübersteht.

## Produktion
Produziert wurde jeder der drei Filme im Auftrag einer anderen ARD-Anstalt. Auftraggeber des Teils Etwas Besseres als den Tod war der Bayerische Rundfunk, des Teils Komm mir nicht nach die ARD-Tochter Degeto Film und des Teils Eine Minute Dunkel der Westdeutsche Rundfunk.
Die Dreharbeiten fanden für Etwas Besseres als den Tod vom 30. August bis 4. Oktober 2010, für Komm mir nicht nach vom 21. September bis 25. Oktober 2010 und für Eine Minute Dunkel vom 19. August bis 28. September 2010 statt. Gedreht wurde in der Gegend um Oberhof und an der Lütschetalsperre, außerdem in den Orten Suhl, Schmalkalden, Tambach-Dietharz, Mühlberg, Frankenhain und Rohr in Thüringen und in Berlin. Der fiktive Thüringer Ort Dreileben hat nichts mit dem Ortsteil Dreileben der Stadt Wanzleben-Börde gemeinsam.

## Zuschauerzahlen
Die Einschaltquoten der Erstausstrahlung waren unterdurchschnittlich. Die am 29. August 2011 ab 20.15 Uhr im Ersten nacheinander gezeigten Filme – nur von den Tagesthemen unterbrochen – hatten einen durchschnittlichen Marktanteil von 8,5 %.
Der erste Film Etwas Besseres als den Tod um 20.15 Uhr hatte 2,61 Millionen Zuschauer, was einem Marktanteil von 8,7 % entsprach. Den zweiten Film Komm mir nicht nach um 21.45 Uhr sahen 1,84 Millionen Zuschauer (8,0 % Marktanteil). Die beste Quote brachte der dritte Film Eine Minute Dunkel um 23.30 Uhr. Diesen sahen 0,81 Millionen Zuschauer, was einem Marktanteil von 8,9 % entsprach.

## Auszeichnungen
Christian Petzold, Dominik Graf und Christoph Hochhäusler erhielten für die Trilogie Dreileben den Deutschen Fernsehpreis 2011 in der Kategorie Besondere Leistung Fiktion. Außerdem war in der Kategorie Bester Schauspieler Stefan Kurt für seine Rolle in Dreileben – Eine Minute Dunkel nominiert.
Stefan Kurt erhielt für seine Rolle in Dreileben den 2012 erstmals vergebenen Deutschen Schauspielerpreis in der Kategorie männliche Hauptrolle.
2012 wurde der Grimme-Preis Spezial „für die Idee, Konzeption und Umsetzung des Formats ,Dreileben‘“ an Graf, Hochhäusler und Petzold verliehen.